# وسواس نهان
وسواس نهان به (انگلیسی:Secret Obsession) یک فیلم هیجان انگیز، تریلر روان‌شناختی محصول آمریکا در سال ۲۰۱۹ می‌باشد.

## بازیگران
- برندا سونگ
- مایک فوگل
- دنیس هیزبرت
- اشلی اسکات